# Veliki Brušnjak
Koordinati:   44°23′52″N, 14°59′36″E
Veliki Brušnjak je majhen nenaseljen otoček v Jadranskem morju, ki pripada Hrvaški.
Otoček leži jugovzhodno od Mauna, od katerega je oddaljen okoli 2 km. Njegova površina meri 0,182 km². Dolžina obalnega pasu je 1,59 km. Najvišji vrh otočka je visok 19 mnm.